# Víctor Mora i Pujadas
Víctor Mora i Pujadas (Barcelona, 6 de juny de 1931 - Barcelona, 17 d'agost de 2016) fou un escriptor, traductor i guionista de còmics català. El personatge de còmic pel qual és més conegut és el Capitán Trueno.

## Biografia
Emigrat a França durant la Guerra civil espanyola, va retornar a Barcelona el 1941. De formació autodidacta (va deixar l'escola als onze anys), va aprendre llegint llibres d'aventures i còmics. A vint anys va ser contractat per l'editorial Bruguera com a redactor i traductor. En aquesta editorial va crear el personatge que el faria més famós: el Capitán Trueno. Els guions són del mateix Mora, però el dibuix correspon a Miguel Ambrosio Zaragoza (Ambrós). Anys després també va crear El Jabato. També són fruit de la seva feina Dani Futuro, El Corsario de Hierro, El Sheriff King, El Cosaco Verde, Taramis, Felina, Les anges d'acier, Les inoxidables i Les chroniques de l'innomé. En el camp del còmic, s'ha d'esmentar a més que va recuperar la revista TBO, que va dirigir entre 1988 i 1992.
La primera novel·la publicada per Mora fou Els plàtans de Barcelona. En no superar el filtre de la censura, va veure la llum a París en francès el 1966 i fins al 1972 no es publicaria en català. Amb aquesta obra s'inicia una trilogia que completen París flash-back (1978) i El tramvia blau (1985). El mateix any 66 sí que es publica El cafè dels homes tristos, que havia guanyat el premi Víctor Català un any abans, i La pluja morta. La seva obra, ha estat traduïda a diverses llengües (alemany, búlgar, castellà, francès, hongarès, portuguès, romanès, rus i txec).
En el vessant polític, va militar en el PSUC, fet que el va dur a la presó el 1957 i a l'exili a França entre 1963 i 1968.
L'any 1991 el Govern francès el va nomenar Cavaller de l'Orde de les Arts i les Lletres. El 1997 se li va concedir la Creu de Sant Jordi.
La Fundació Víctor Mora —amb els objectius de preservar, difondre i propiciar l'estudi de l'obra de Víctor Mora en totes les seves vessants; obrir nous espais culturals entorn de la literatura i la creació artística en general; ajudar a joves literats mitjançant cursos, debats, exposicions, celebració d'efemèrides, beques concursos literaris i totes aquelles accions que propiciïn la creació literària— organitza anualment el Premi Víctor Mora de Narrativa Breu.

## Obra

### Narrativa breu
- 1966 El cafè dels homes tristos
- 1972 Perduts al pàrking
- 1981 Mozzarella i Gorgonzola i altres contes
- 1989 Barcelona 2080 i altres contes improbables
- 1992 La presa de poder de Stella Wunderberry

### Novel·la
- 1966 Els plàtans de Barcelona
- 1966 La pluja morta
- 1976 Whisky amb napalm
- 1978 París Flash-back
- 1984 El tramvia blau
- 1993 La dona dels ulls de pluja: Barcelona anys 90
- 1995 Entre silencis d'estels i tombes
- 1996 El meu cor es diu Àfrica
- 1996 Els amants del ciberespai
- 1996 El parc del terror
- 1997 La dama de la gàbia de ferro
- 1998 L'ogre dels Carpats: Cor d'Acer II
- 1999 Carícies d'un desconegut
- 2000 El castell de lava negra

### No ficció
- 1968 França, revolució 68
- 1970 Converses a París
- 1985 La ciencia soviética hoy. Conversaciones en la URSS (Editorial Progreso, Moscou)
- 2000 Diari de bord (sense navegar i a punt de naufragi)
- 2003 Maig del 68 a París

## Premis literaris
- 1965 — Víctor Català per El cafè dels homes tristos
- 1993 — Joan Crexells per La dona dels ulls de pluja
- 1998 — Premi Fiter i Rossell per Carícies d'un desconegut